# Mediop Ndiaye
Mediop Ndiaye (n. 2 iunie 1991, Saint-Louis, Senegal) este un fotbalist senegalez liber de contract, care joacă pe post de atacant.